# Vaalbara
Vaalbara foi o primeiro supercontinente teorizado da Terra. Foi um supercontinente completo há 3.1 bilhões de anos. Vaalbara começou a formar-se possivelmente há 3600 milhões de anos e começou-se a separar há 2800 milhões.O antigo supercontinente consistia do leste do Cráton Kaapvaal com o Cráton Pilbara a noroeste da Austrália Ocidental.
Ainda é incerto quando ele começou a se dividir; evidências geocronológicas e paleomagnéticas mostram que os dois crátons tiveram uma separação rotacional latitudinal de 30° no período de 2780 até 2770 milhões de anos no passado, que indicaria que eles não eram mais únicos depois de 2800 milhões de anos.

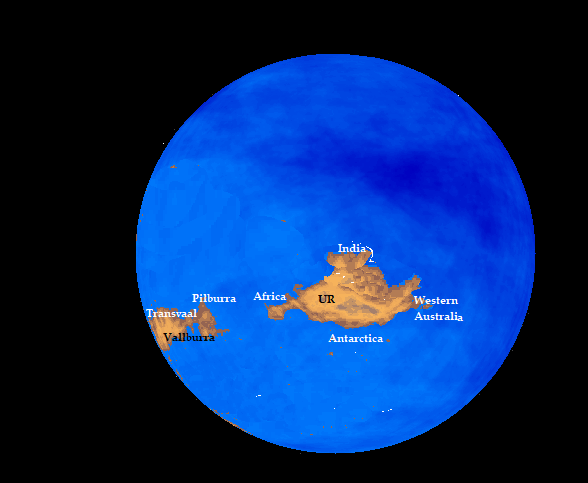
A mapa de Vaalbara